# Piotr Winczura
Piotr Winczura (ur. 21 kwietnia 1957, zm. 3 września 2023) – polski wioślarz, mistrz i reprezentant Polski.

## Życiorys
Reprezentował barwy AZS UMK Toruń, wielokrotnie zdobywał medale mistrzostw Polski, m.in. w 1984 i 1985 wywalczył złoty medal w dwójce ze sternikiem (z Krzysztofem Gabryelewiczem i st. Adamem Zaborowskim). Na mistrzostwach świata w 1982 zajął 6. miejsce w czwórce ze sternikiem (z Krzysztofem Gabryelewiczem, Adame Tomasiakiem, Grzegorzem Nowakiem i st. Grzegorzem Kubiakiem). W tej samej osadzie w 1983 zajął 3. miejsce w finale B. W 1984 startował w dwójce ze sternikiem w zawodach Przyjaźń-84, zajmując 4. miejsce (z Grzegorzem Nowakiem i st. Ireneuszem Omięckim).
Zakończył karierę zawodniczą w 1986.
Był wiceprezesem AZS UMK Toruń ds. wioślarstwa.